# NGC 1956
NGC 1956 is een spiraalvormig sterrenstelsel in het sterrenbeeld Tafelberg. Het hemelobject werd op 22 januari 1836 ontdekt door de Britse astronoom John Herschel.

## Synoniemen
- ESO 16-2
- AM 0522-774
- PGC 17102